# Ceroplastes
Ne doit pas être confondu avec céroplasticien, artiste pratiquant la céroplastie.
Genre
Ceroplastes est un genre d'insectes hémiptères de la super-famille des cochenilles, de la famille des Coccidae.

## Liste des espèces
Selon Fauna Europaea (14 mars 2014)
- Ceroplastes actiniformis
- Ceroplastes ceriferus
- Ceroplastes cirripediformis Comstock, 1881
- Ceroplastes floridensis
- Ceroplastes japonicus
- Ceroplastes rubens Maskell, 1839
- Ceroplastes rusci (Linnaeus, 1758) - céroplaste du figuier
- Ceroplastes sinensis